# De familie Sanders is anders
De familie Sanders is anders (Hongaars: Mézga család) is de Nederlandse vertaling van de naam van een van oorsprong Hongaarse televisieserie voor kinderen.

## Oorsprong
Het verhaal is in Hongarije bedacht door Jozsef Nepp en heet daar A Mézga család különös kalandjai. De tv-serie debuteerde op de Hongaarse televisie in 1968-1969. Een tweede reeks volgde in 1974, 1978 en in 2005. In de late jaren tachtig werd de serie in het Nederlands vertaald en was onder andere te zien bij Telekids. In totaal zijn er 13 afleveringen geproduceerd.

## Personages
De serie gaat over een aparte familie die vanwege een verre neef uiteindelijk een reis om de wereld gaat maken. In de Nederlandstalige versie is de familie Sanders een gezin waarbij de vrouwen mannennamen dragen en de mannen vrouwennamen. In het originele Hongaars heeft iedereen normale namen. De vader Annie (Géza) is een kale dikke brildragende man, de vrouw Karel (Paula) is een nogal dominante huisvrouw, de dochter Dicky (Kriszta) is een irritante dochter met haar kat Mafia (Maffia) en de zoon Wieneke (Aladár) is een genie.

## Synopsis
Via de verre neef van moeder komt de familie in het bezit van vijf tickets naar Australië en cheques. Ook hun knorrige buurman Mutvol (Máris) gaat mee. Op het vliegveld aangekomen blijken de cheques echter ongedekt en worden hun tickets in beslag genomen en hun verre neef uit de VS is niet te bereiken. Omdat ze geen geld bij zich hebben, ziet de familie Sanders geen andere oplossing dan in een stel buizen te slapen. Een kaartje naar huis kost een hoop geld en moeder Karel besluit om een baantje als haaienwachter te nemen. Omdat ze denken dat hun neef Steven Hoefnagel (Hufnágel Pisti) hen wel in de Verenigde Staten zal helpen besluiten ze als verstekelingen met een vrachtschip mee te reizen naar Amerika. Via de Zuidpool bereiken ze uiteindelijk een onbewoond eiland.

## Afleveringen
De tweede en de derde reeks werden nagesynchroniseerd, de rest is in het Hongaars.
- Üzenet a jövőből – A Mézga család különös kalandjai (1968–1969): In deze reeks komt de familie Sanders MZ/X, hun familielid uit de dertigste eeuw, tegen. Elke aflevering beëindigt met Karel die spijt heeft dat zij niet met Hoefnagel is getrouwd.
  1. A táv szerviz
  2. A csodabogyó
  3. Memumo
  4. Autó-tortúra
  5. Robotdirektor
  6. Im-bolygó
  7. Agy-gyanta
  8. Időkibővítő
  9. Akerkiter
  10. Góliát-fólia
  11. Láthatatlanok
  12. Alfa-beat-a
  13. Mag-lak
- Mézga Aladár különös kalandjai (1972): (Deze reeks werd wel nagesynchroniseerd, maar er is geen informatie over de namen van de afleveringen in het Nederlands.) In deze reeks zijn Wieneke en zijn hond, Wokkel de hoofdpersonages. Zij reizen door de ruimte met het ruimteschip dat Wieneke heeft uitgevonden.
  1. Második dimenzió
  2. Mesebolygó
  3. Dilibolygó
  4. Masinia
  5. Musicanta
  6. Krimibolygó
  7. Varia
  8. Rapidia
  9. Superbellum
  10. Őskorban
  11. Luxuria
  12. Syrének bolygója
  13. Anti-világ
- Vakáción a Mézga család (1978): Deze reeks werd nagesynchroniseerd, hij gaat over de vakantie van de familie Sanders en buurman Mutvol. Zij worden uitgenodigd door Hoefnagel om naar Australië te reizen.

| Nr. | Nederlandse titel       | Originele titel       |
| 1.  | De Sanders op vakantie  | Vakáció!              |
| 2.  | Het beloofde land       | Az ígéret földje      |
| 3.  | Leven op ijs            | A jég hátán           |
| 4.  | Een onbewoond eiland    | A lakatlan sziget     |
| 5.  | Van kwaad tot erger     | Cseberbol vederbe     |
| 6.  | Gevangen door de maffia | Az üvegszemu kapitány |
| 7.  | America America         | Púpos Bill hálójában  |
| 8,  | 1 miljoen dollar        | Egymillió dollár      |
| 9.  | Levend begraven         | Élve eltemetve        |
| 10. | Naar Afrika             | Egy rossz húzás       |
| 11. | Het zwarte goud         | A fekete arany        |
| 12. | Leerzame vrienden       | Hamis barátok         |
| 13. | Eindelijk thuis         | Végre otthon!         |

- A Mézga család és az ámítógép (2005): Rond 2004 is het werk aan een nieuwe reeks begonnen. Er was geen genoeg geld om de reeks af te maken, er zijn twee, 9-10 minuten lang afleveringen gemaakt. Hij gaat alweer over Wieneke en zijn hond, ze kopen een computer.
  1. A kezdet
  2. Végy egy gépet!

## De stemmen van de acteurs in de Nederlandse vertaling
- Peter Joosten
- Eva Zeijlstra
- Hans Kuyper
- Simone le Roy
- Greet Mans
- Guido van Gelder